# Biserica de lemn din Ulmeni

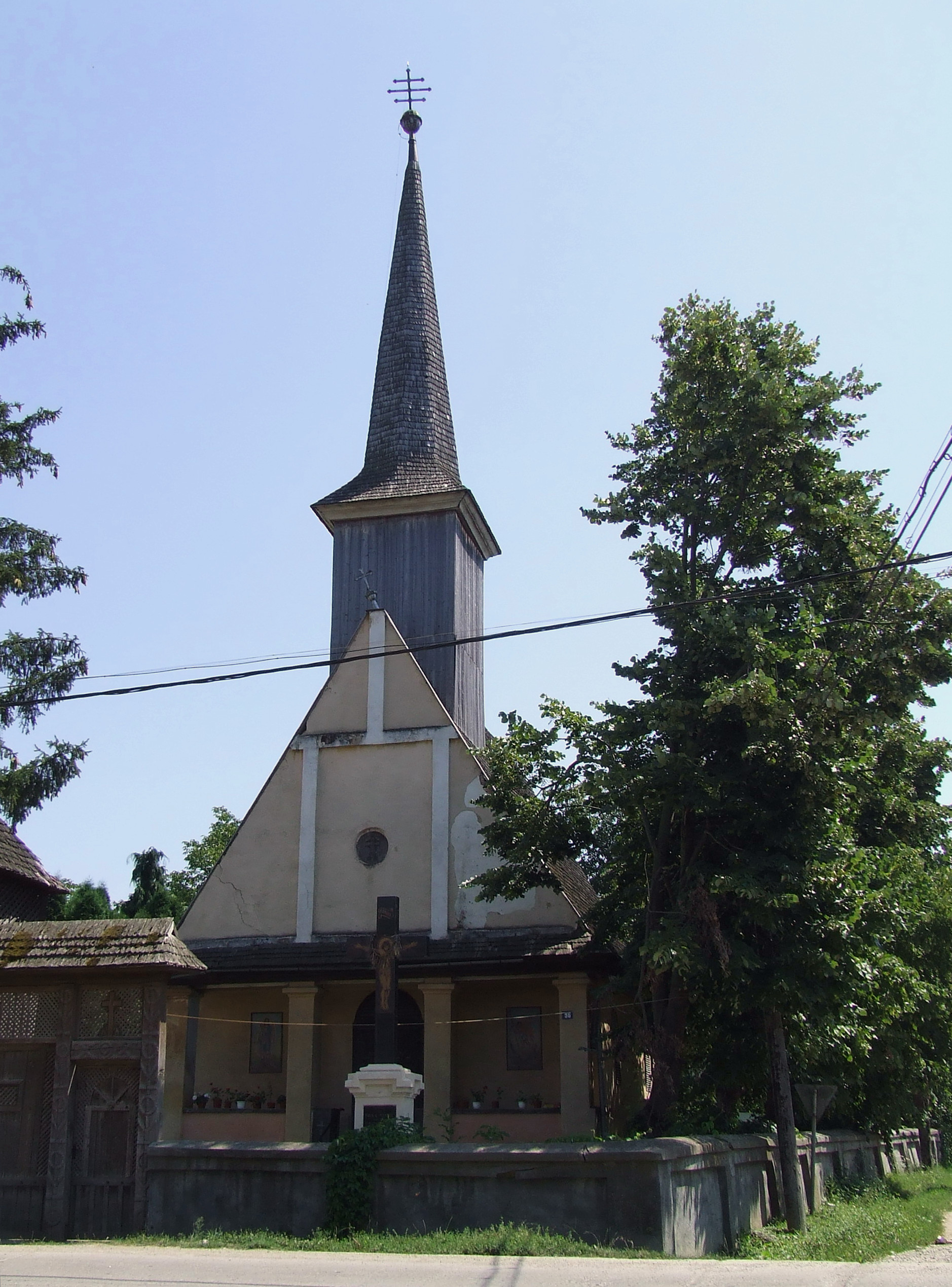
Biserica de lemn din Ulmeni, judeţul Maramureş

Biserica de lemn din Ulmeni, orașul Ulmeni, județul Maramureș, datează din anul 1700. Are hramul „Sfinții Arhangheli Mihail și Gavriil”. Biserica se află pe noua listă a monumentelor istorice sub codul LMI:  MM-II-m-A-04787.

## Istoric
În curtea bisericii se află o troiță ce ne oferă informații despre edificarea bisericii. Potrivit inscripției, COVACIU MASTEIU, „ născ. 1844 a an.1895...”a suportat cheltuielile aferenta reansamblarii bisericii donate de credinciosii locolitatii Somcuta Mare,care isi ridicasera o biserica noua.Biserica de lemn a fost transportata cu carutele de locuitorii satului Ulmeni..

## Imagini

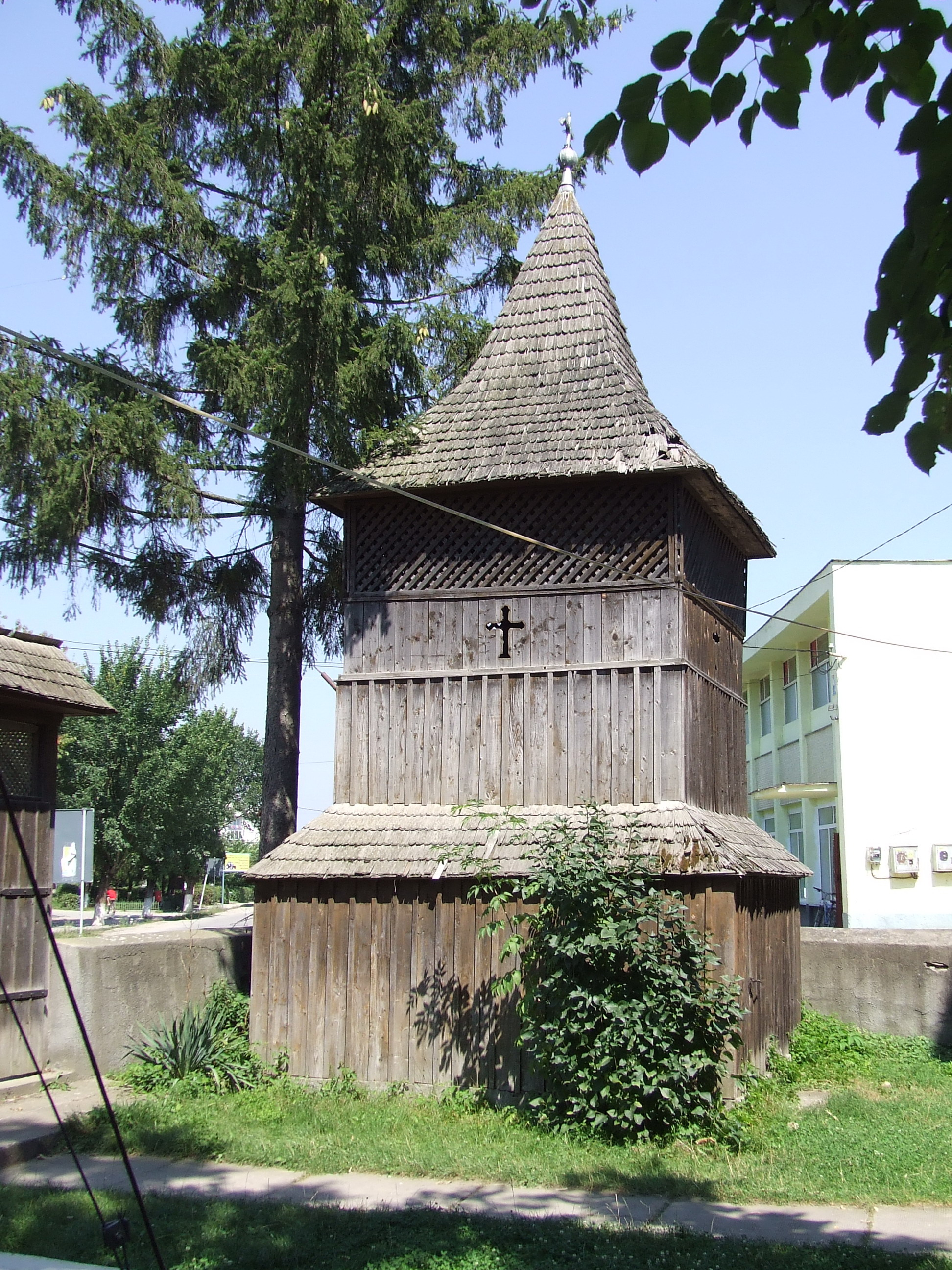
Clopotniţa
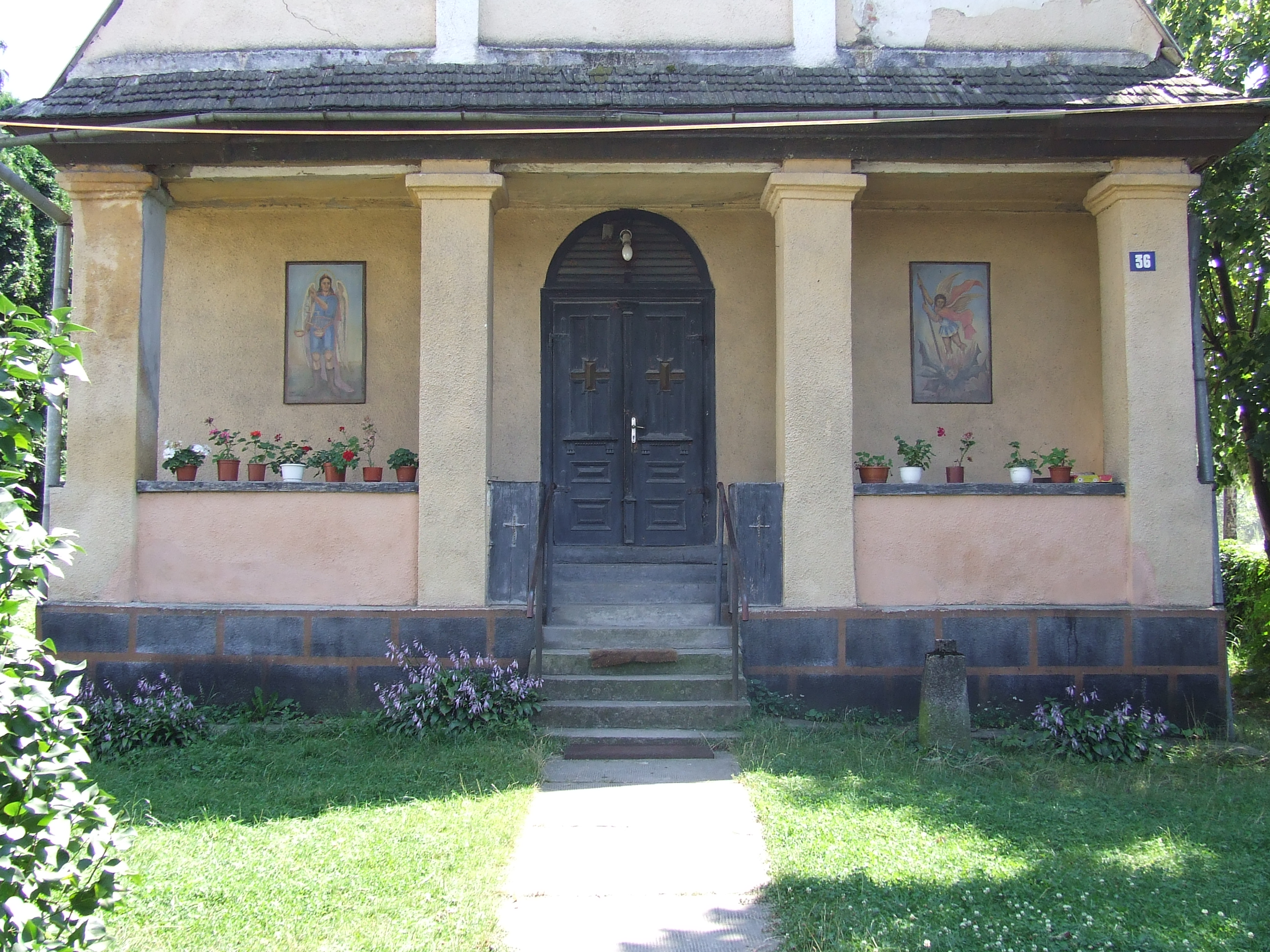
Prispa şi intrarea în biserică
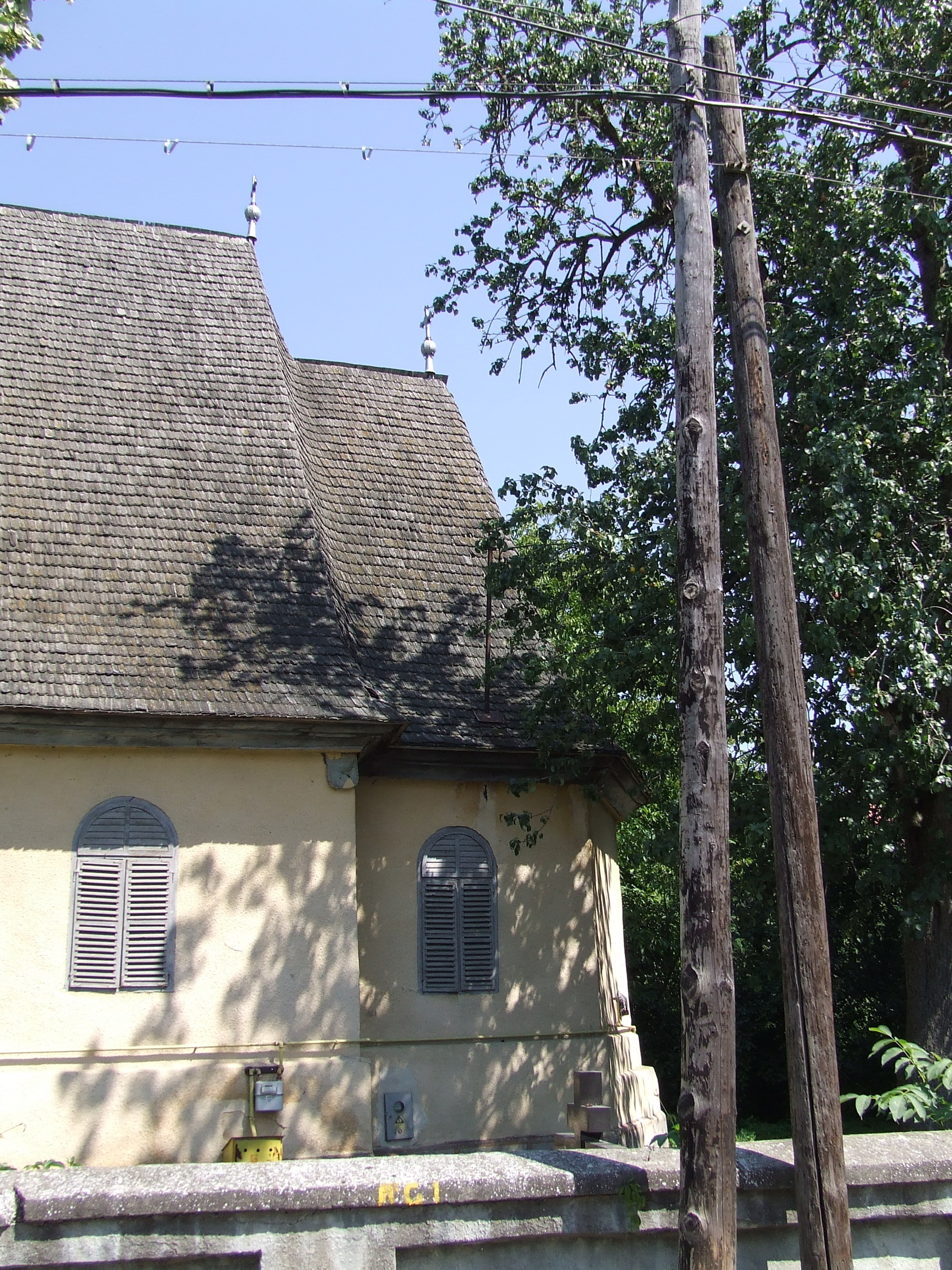
Absida altarului
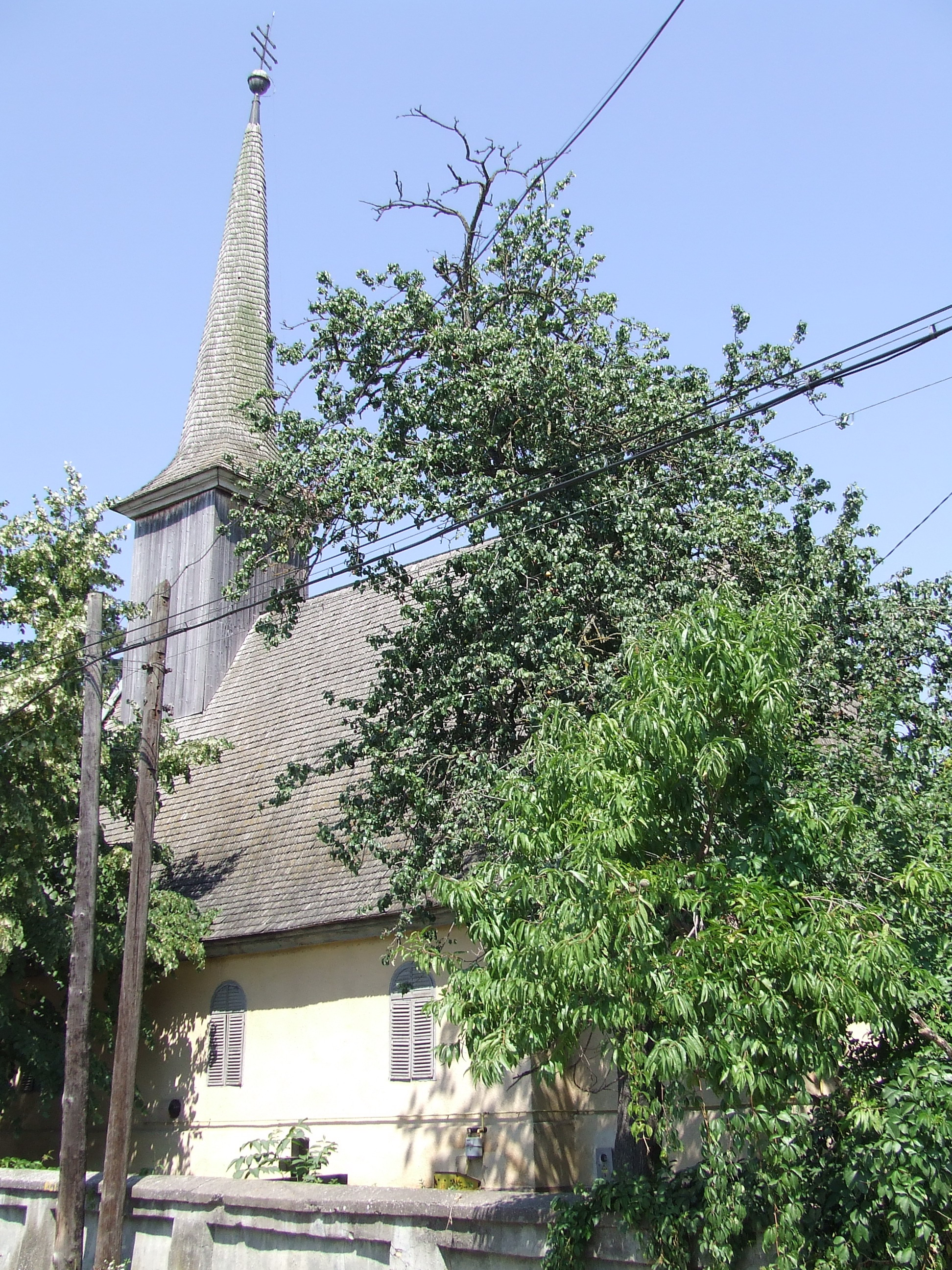
Vedere laterală, printre copaci
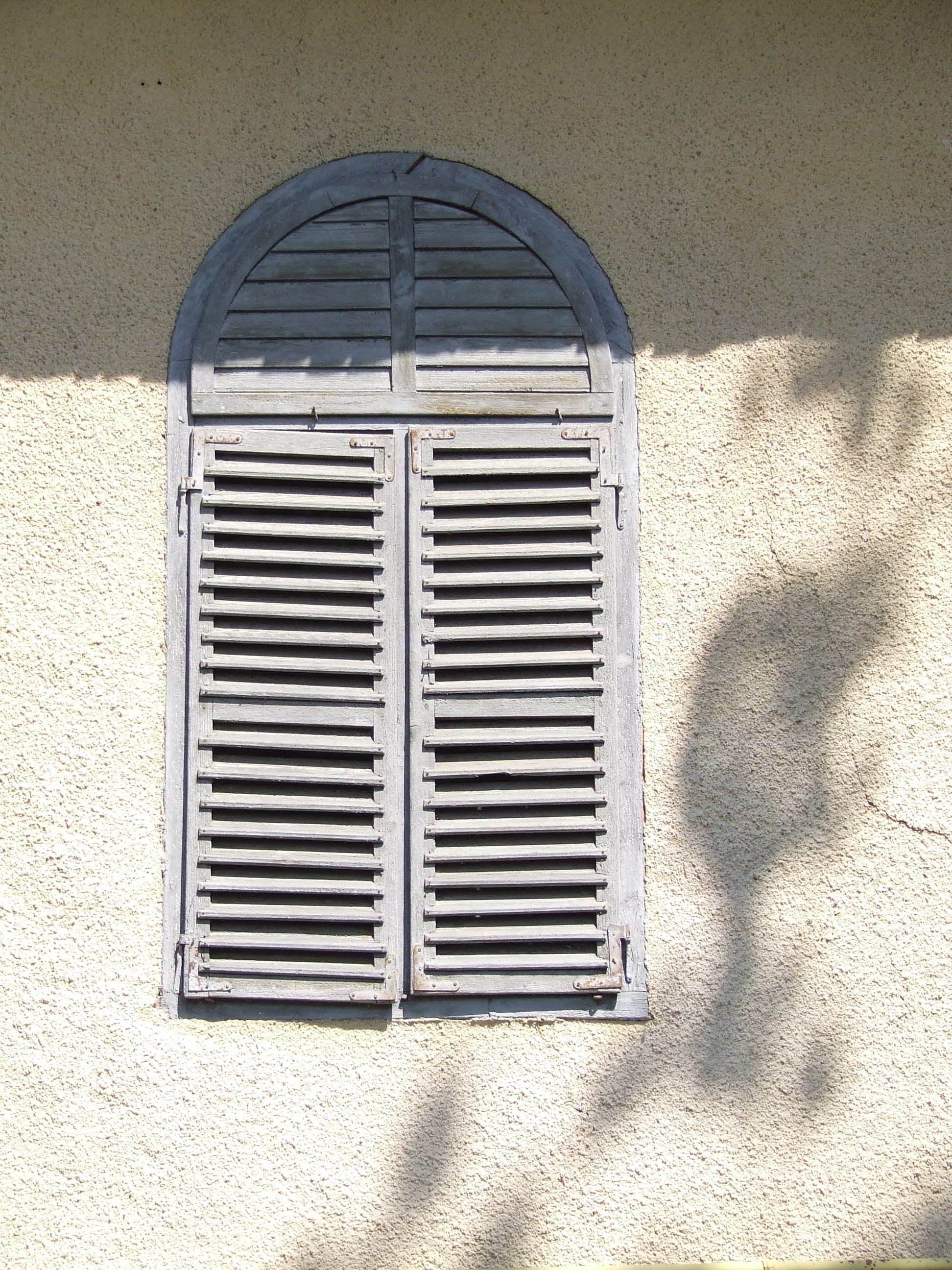
Fereastră
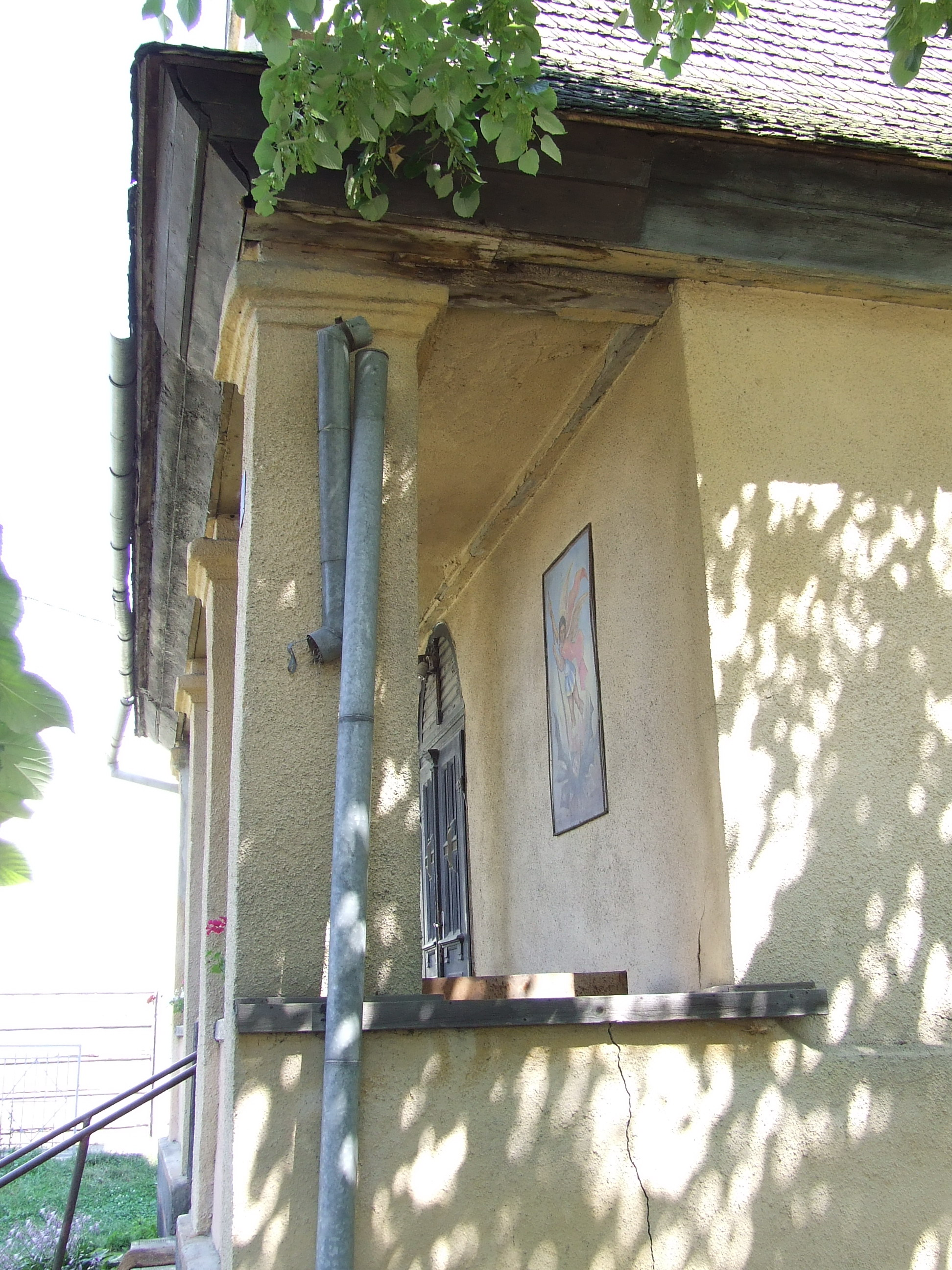
Vedere laterală a prispei
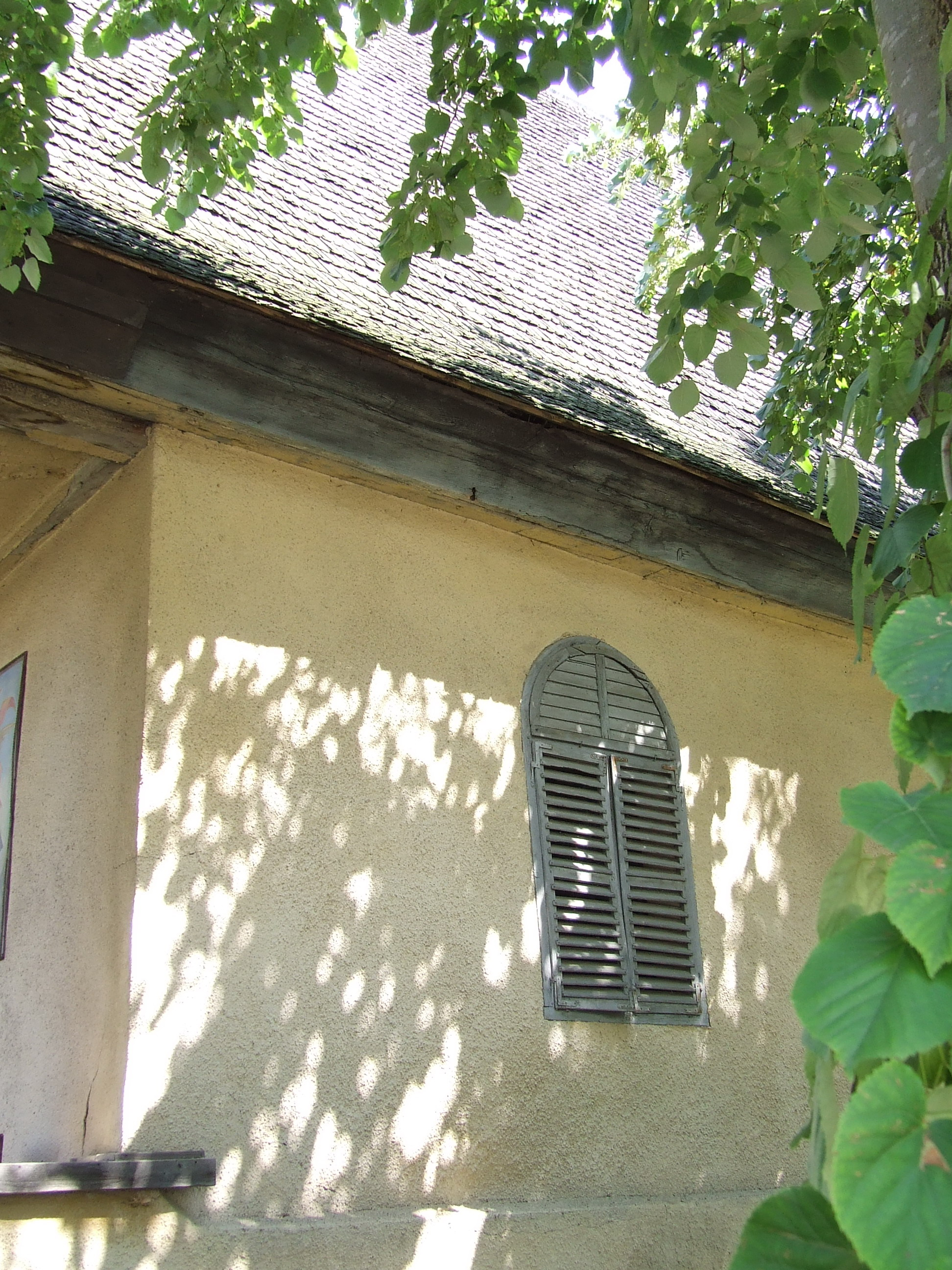
Fereastră
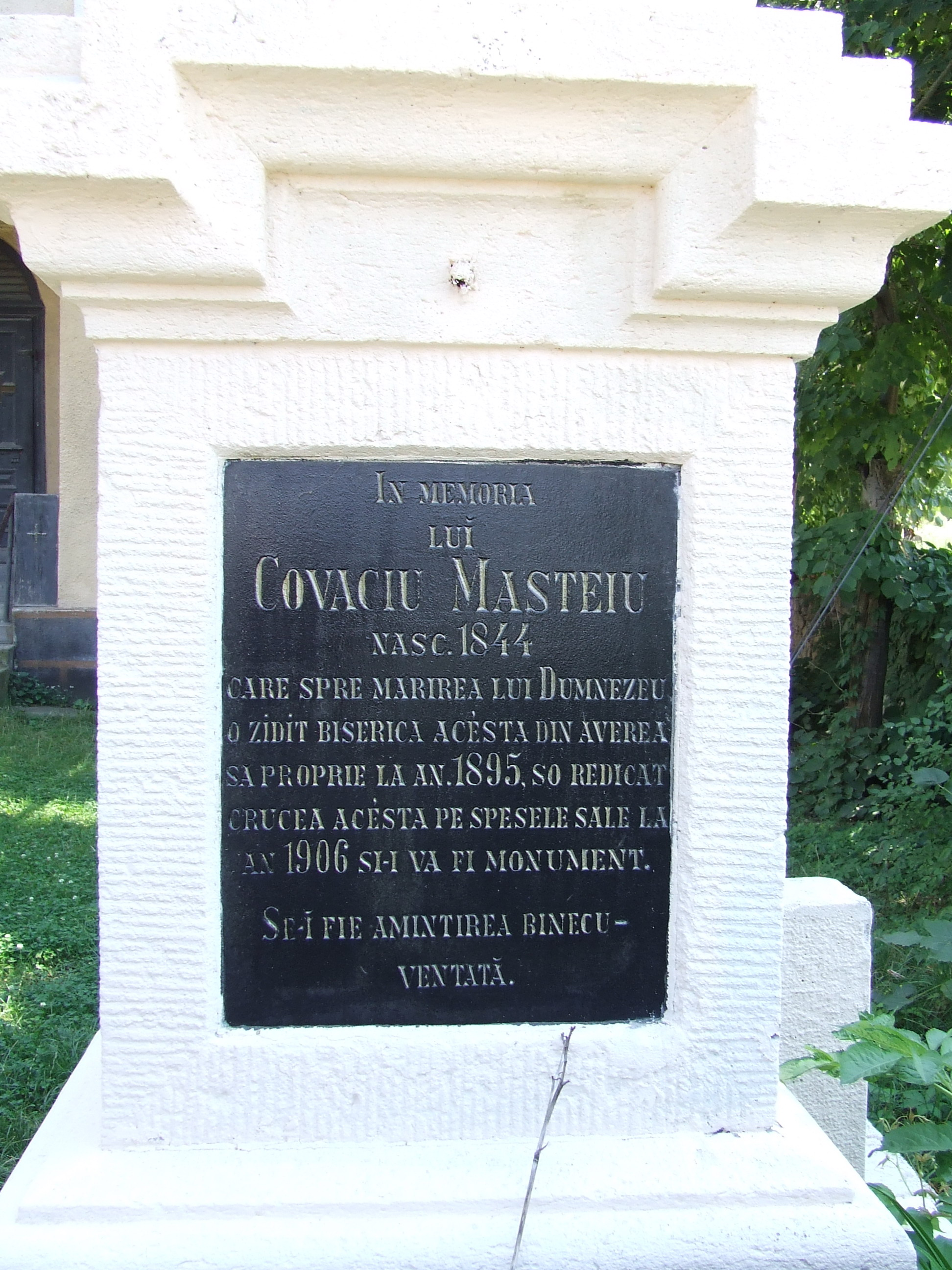
Inscripţia de pe troiţă